# Charles Hill (1816–1889)
För en ort i Botswana, se Charles Hill, Botswana.

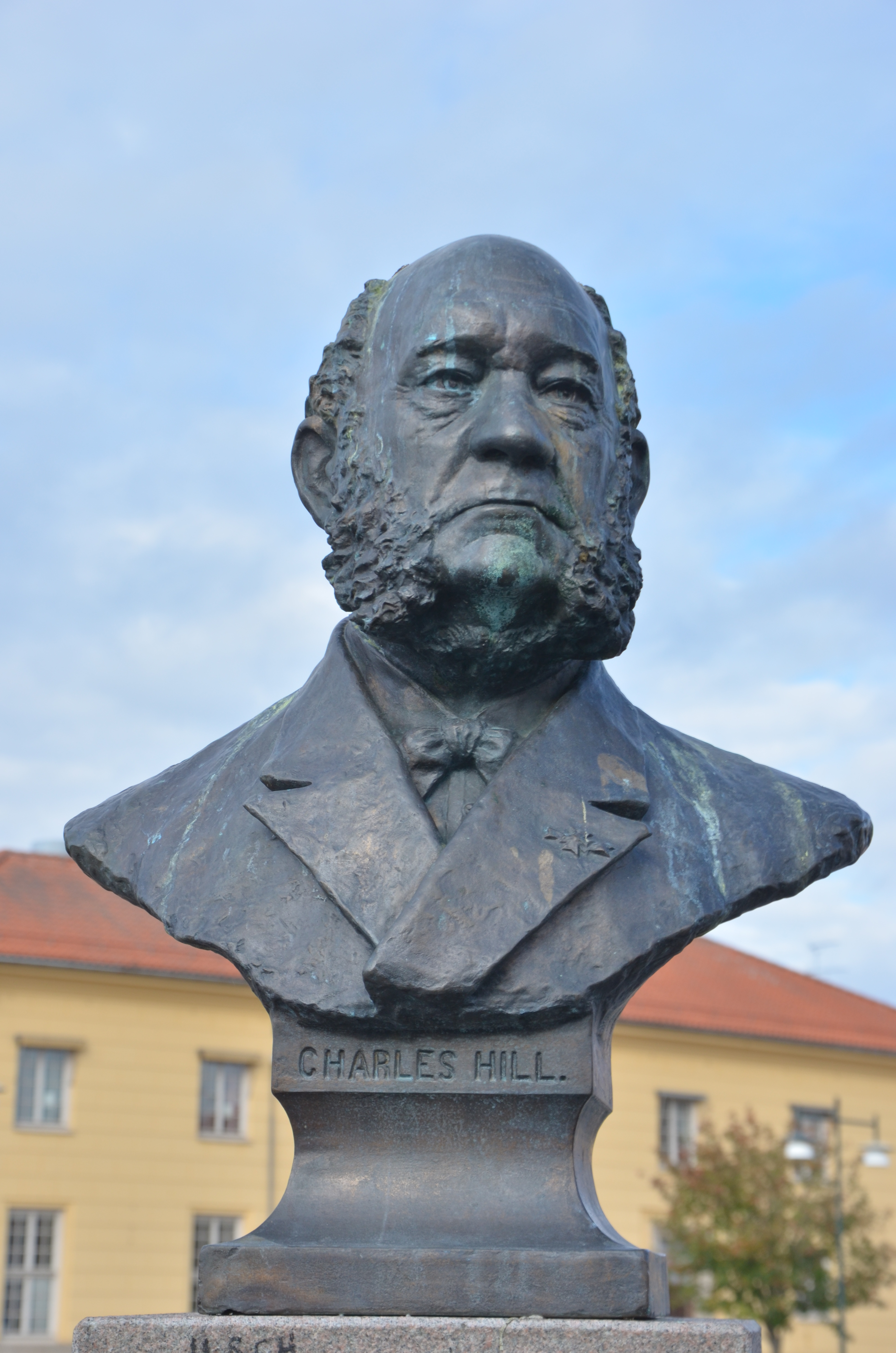
Byst över Charles Hill i Alingsås

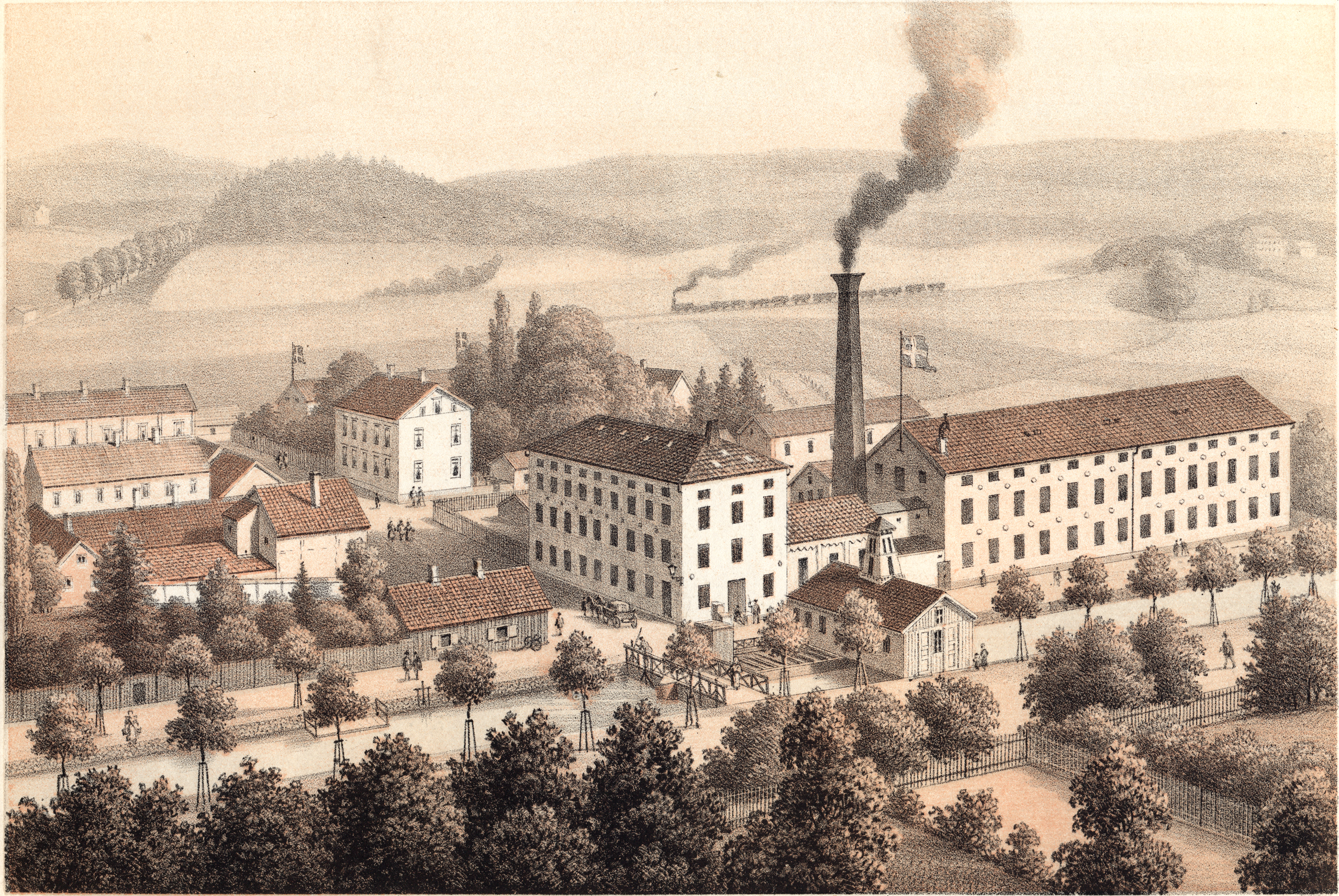
Alingsås bomullsväveri

Charles Hill, född 26 juni 1816 i Tockholes, Lancashire, England, död 28 april 1889 i Göteborg, var en engelsk-svensk industriman.

## Biografi
Charles Hill föddes 1816 i den lilla byn Tockholes, en och halv mil utanför staden Bolton, England. När Charles var knappt tio år dog fadern och familjen flyttade in till Bolton. För att försörja sig fick Charles anställning vid ett bomullsväveri. På väveriet fick han lära sig de mest moderna maskinvävstolarna från grunden och kom att skaffa sig en gedigen teknisk kunskap om branschen, vilket ledde till att han i 20-årsåldern hade fått en arbetsledande ställning som overlooker.
1843 lämnar Charles Hill England tillsammans med sin familj, för en anställning på Sven Eriksons bomullsväveri vid Rydboholm i Kinnarumma, Älvsborgs län, Sveriges första mekaniska bomullsväveri. Bolaget led brist på kompetenta vävmästare och Hill rekryteras efter ett tips från en landsman som redan arbetade vid fabriken. På Rydboholm fick Hill snart ansvaret för fabrikens hela produktion.
1852 får Hill erbjudande att som delägare delta i grundläggandet av ett helt nytt bolag, Norrköpings Bomullsväfveri. Hills tekniska kunnande och kontakter var en förutsättning för att göra nödvändiga inköp av maskiner i England och kunna starta verksamheten. Han lämnar sin anställning på Rydboholm för att bli fabriksföreståndare i Norrköping. Bomullsväveriet i Norrköping, senare känt under varumärket ”Tuppen”, skulle drivas som ett aktiebolag, en ny bolagsform som införts i Sverige 1848. Enligt lag skulle aktieägarna vara svenska medborgare. Hill ansökte därför om och blev beviljad svenskt medborgarskap 1852. Produktionen i Norrköping påbörjades 1853 och fem år senare hade den gått om Rydboholm, som dittills varit Sveriges ledande bomullsväveri.
1857 blev Hill också i delägare Wiskaholms väveri i Borås. Det amerikanska inbördeskriget ledde dock till minskad tillgång på bomull vilket gjorde att bolaget gick i konkurs 1863.
År 1862 köpte Charles Hill en del av de fastigheter som tidigare hade tillhört Alströmerska manufakturverket och Klings fabrik. Här grundar han Alingsås bomullsväfveri. Efter att ha låtit bygga om och bygga till befintliga byggnader, samt installera nya vävstolar och en ångmaskin, kunde produktionen starta hösten 1862. Efter hand kom fabriken att byggas ut och verksamheten utvecklades till Alingsås största arbetsgivare. Verksamheten drevs först som enskild firma men ombildades 1884 till aktiebolag med Hill som disponent och verkställande direktör. 
1880 förvärvade Hill även Rosenlunds bomullsspinneri i Göteborg men sålde 1882 detta vidare till sin son Edmund Hill.
Under sin tid i Alingsås var Charles Hill engagerad för att utveckla lokalsamhället. Han lät bygga ett mindre varmbadhus som gjordes tillgängligt för såväl fabrikens anställda som stadens invånare i allmänhet. Han tog initiativ till att bygga ett gasverk och installera gatubelysning. Han tog också initiativ till att bygga Alingsås första stadshotell. Hill hade flera kommunala uppdrag, bland annat som ledamot i drätselkammaren. Han var också aktiv i Alingsås frivilliga skarpskyttekår, liksom Götiska förbundets ”Alströmerska loge” i Alingsås. 
Charles Hill avled 1889.

## Utmärkelse
Riddare av Kungliga Vasaorden, 1870.

## Minnesmärke
Hill förärades 2005 med en bronsbyst som restes på Lilla torget i Alingsås.